# كليانثس
كليانثس (حوالي 301 إلى 232 أو 252 ق م) هو فيلسوف رواقي، وكان من تلاميذ كراتس الطيبي وزينون الرواقي قبل أن يصبح زعيم المدرسة الرواقية.

## سيرته
ولد في أسوس في إقليم طروادة، وكان في الأصل ملاكما. ولكن رحل جاء إلى أثينا وهو يحمل أربعة دراخمات في حوزته، حيث استمع أولا إلى محاضرات كراتس الطيبي، وبعدها إلى محاضرات زينون الرواقي، وكان يعيل نفسه في هذه الأثناء بالعمل طوال الليل كناقل ماء إلى بستاني (ومنها أتت كنيته فريانتليس أو جامع مياه البئر). كما أكسبته قوته في التحمل والصبر (أو ربما بطئه) لقب "الحمار"؛ لكنه اكتسب الاحترام بأخلاقه العالية، وأصبح زعيم المدرسة بعد موت زينون في عام 263 ق م، واستمر بإعالة نفسه بعمل يده. ومن بين تلاميذه كانوا وريثه خريسيبوس، وأنتيغونس الثاني ملك مقدونيا الذي أهداه منحة قدرها ألفي مينا. ويحكى عن موته أن قرحة حادة أرغمته على الصوم لفترة من الوقت، وواصل صومه بينما كان في طريقه إلى الموت، وقال بأنه لا يريد أن يزعج نفسه بالعودة أدراجه.

## أعماله
قلة من الأعمال التي أنتجها كليانثس كانت أصلية، مع ذلك كتب حوالي خمسين عملا، والتي وصلت أجزاء منها إلينا فقط. الجزء الرئيس منها كانت ترتيلة إلى زيوس والتي حفظت في ستوبايوس. وقد اعتبر أن الشمس مسكن للآلهة، وأنها النار التي تحيي كل شيء وأنها أثير الكون (في توافق مع المادية الرواقية). كما علّم أن الفضيلة هي الحياة وفقا للطبيعة؛ لكن السرور ليس موافقا للطبيعة. وأنشأ نظرية جديدة بالنسبة إلى الوجود الفردي للروح الإنسانية؛ وقد فكر بأن درجة حيويتها بعد الموت تعتمد على درجة حيويتها في هذه الحياة الدنيا. إن الأجزاء الرئيسية لأعمال كليانثس قد احتواها كل من ديوجينس لايرتيوس وستوبايوس؛ والبعض منها قد يوجد في أعمال شيشرون وسينيكا.

## قراءات أخرى
- غوتليب مونيكه، كليانثس الرواقي (غرايفسفالت، 1814).
- كارل فاخسموت، آراء حول زينون الروياقي وكليانثس الأسوسي (جوتنجن، 1874-1875).
- ألفرد تشيلتون بيرسون، أجزاء لأعمال زينون وكليانثس (كامبردج، 1891).
- مقالة بقلم إي. فيلمان في الموسوعة العامة Allgemeine Encyklopädie لإيرش وغروبر.
- رودولف هيرزل، تحقيقات حول أعمال شيشرون الفلسفية، (1882)، وتحتوي إثباتا على أصالة أعمال كليانثس.
- أوغست برنارد كريشه، بحث حول مناطق الفلسفة الكلاسيكية (1840).

| سبقه زينون الرواقي | زعيم المدرسة الرواقية 262 - 230 ق م | تبعه خريسيبوس |

## روابط خارجية
- كليانثس على موقع الموسوعة البريطانية (الإنجليزية)
- كليانثس على موقع ديسكوغز (الإنجليزية)